# Helmut F. Spinner
Helmut F. Spinner (* 28 stycznia 1937 roku w Offenburgu) – niemiecki filozof, filozof nauki i socjolog.
Do zainteresowań naukowych Spinnera należą zagadnienia badań naukowych, racjonalności i techniki. Jego podejście jest zbliżone do krytycznego racjonalizmu, który – zainspirowany przez Paula Feyerabenda – rozwijał w kierunku fallibilizmu i pluralizmu.

## Życie
Helmut F. Spinner studiował na uniwersytetach w Mannheim, Kolonii, Heidelbergu i Londynie (1970/71 London School of Economics, Leverhulme European Research Fellow at The Department of Philosophy, jak wcześniej Karl R. Popper, a później Imre Lakatos, J. N. Watkins) ekonomię, prawo i psychologię (dyplom), a także filozofię, filozofię nauki i socjologię (doktorat i habilitacja). W 1970 r. uzyskał stopień doktora filozofii, w 1979 habilitację z filozofii i socjologii nauki, a w 1983 habilitację z socjologii.
Pracował naukowo i dydaktycznie na uczelniach w Mannheim, Londynie, Bambergu, Gießen, Heidelbergu, Marburgu i Karlsruhe.
Helmut Spinner w 1985 roku został mianowany profesorem na Uniwersytecie w Mannheim, a w 1987 roku powołany jako dyrektor Studium Generale na katedrę filozofii w Uniwersytecie w Karlsruhe. Przeszedł na emeryturę 31 marca 2002 roku i mieszka w Brühl koło Mannheim.